# Friedhof Bücken
Der Friedhof Bücken befindet sich in Bücken, einem Flecken in der Samtgemeinde Grafschaft Hoya im niedersächsischen Landkreis Nienburg/Weser. Er liegt nördlich der Stiftskirche St. Materniani et St. Nicolai, auch bekannt als „Bücker Dom“, und westlich der Hoyaer Straße (= Landesstraße L 351). 
Auf dem ca. 150 m langen und maximal ca. 140 m breiten kirchlichen Friedhof, an dessen südlichem Rand die Straße Am Friedhof und an dessen westlichem Rand der Friedhofsweg verläuft, befinden sich Grabstellen verschiedener Art und eine Friedhofskapelle.

## Geschichte
Der Friedhof wurde 1834/41 „nördlich vor dem Ort“ neu angelegt und 1841 eingeweiht. Die Friedhofskapelle wurde 1969 errichtet. Der Vorgängerfriedhof, ein Kirchhof, wurde 1832 als Begräbnisplatz aufgegeben.